# Stazione meteorologica di Piombino
La stazione meteorologica di Piombino è stata la stazione meteorologica di riferimento per il Servizio Meteorologico dell'Aeronautica Militare e per l'Organizzazione Meteorologica Mondiale relativa alla città di Piombino. 

## Storia
La stazione meteorologica si trovava nell'Italia centrale, in Toscana, in provincia di Livorno, nel comune di Piombino, presso la dismessa infrastruttura militare del semaforo di Piombino, ad un'altezza di 55 metri s.l.m. e alle coordinate geografiche 42°55′21″N 10°32′36″E. 
La stazione, gestita dal personale della Marina Militare, apparteneva alla rete del Servizio Meteorologico dell'Aeronautica Militare ed è rimasta attiva fino al 31 maggio 1959, data della definitiva dismissione dell'infrastruttura militare che la ospitava a seguito dell'inaugurazione del teleposto di Monte Calamita, sull'isola d'Elba, avvenuta nel 1958; a seguito della dismissione dell'infrastruttura semaforica piombinese, la stazione meteorologica del Servizio Meteorologico dell'Aeronautica Militare trovò ubicazione presso il teleposto elbano dove è ancora attiva.

## Medie climatiche ufficiali

### Dati climatologici 1946-1955
In base alla media decennale elaborata sulla base dei dati rilevati tra il 1946 e il 1955, la temperatura media del mese più freddo, gennaio, è di +8,8 °C; quella del mese più caldo, luglio, di +23,9 °C. Mediamente si contano soltanto 4 giorni di gelo all'anno. 
Le precipitazioni medie annue, inferiori ai 500 mm, raggiungono un valore medio di 494,1 mm, risultando concentrate in 62,3 giorni di pioggia medi annui, con un picco che si registra in autunno ed una lunga fase di siccità quasi ininterrotta tra il tardo inverno e le intere stagioni della primavera e dell'estate: tale valore risulta tra i minimi dell'intero litorale tirrenico peninsulare.
L'umidità relativa media, piuttosto costantemente elevata, si attesta ad un valore medio annuo del 76%, con un minimo medio del 73% in agosto e un massimo medio del 78% in giugno e in dicembre.
I venti presentano direzioni prevalenti nord-orientali tra il mese di ottobre e il mese di marzo; occidentali a giugno e a luglio e meridionali nei mesi di aprile, maggio, agosto e settembre. 
| Piombino (1946-1955)         | Mesi | Mesi | Mesi | Mesi | Mesi | Mesi | Mesi | Mesi | Mesi | Mesi | Mesi | Mesi | Stagioni | Stagioni | Stagioni | Stagioni | Anno  |
| Piombino (1946-1955)         | Gen  | Feb  | Mar  | Apr  | Mag  | Giu  | Lug  | Ago  | Set  | Ott  | Nov  | Dic  | Inv      | Pri      | Est      | Aut      | Anno  |
| ---------------------------- | ---- | ---- | ---- | ---- | ---- | ---- | ---- | ---- | ---- | ---- | ---- | ---- | -------- | -------- | -------- | -------- | ----- |
| T. max. media (°C)           | 11,9 | 12,7 | 14,0 | 16,9 | 20,5 | 25,7 | 28,0 | 27,6 | 25,3 | 20,8 | 16,5 | 12,0 | 12,2     | 17,1     | 27,1     | 20,9     | 19,3  |
| T. min. media (°C)           | 5,7  | 6,1  | 7,5  | 10,2 | 13,6 | 17,4 | 19,7 | 19,6 | 17,8 | 13,9 | 10,5 | 8,7  | 6,8      | 10,4     | 18,9     | 14,1     | 12,6  |
| Giorni di gelo (Tmin ≤ 0 °C) | 2    | 1    | 1    | 0    | 0    | 0    | 0    | 0    | 0    | 0    | 0    | 0    | 3        | 1        | 0        | 0        | 4     |
| Precipitazioni (mm)          | 53,7 | 35,2 | 39,1 | 31,4 | 27,9 | 23,2 | 7,4  | 15,5 | 66,8 | 72,5 | 63,6 | 57,8 | 146,7    | 98,4     | 46,1     | 202,9    | 494,1 |
| Giorni di pioggia            | 6,7  | 7,4  | 6,3  | 4,7  | 4,7  | 2,5  | 1,3  | 2,7  | 4,5  | 6,7  | 6,8  | 8,0  | 22,1     | 15,7     | 6,5      | 18,0     | 62,3  |
| Umidità relativa media (%)   | 75   | 75   | 75   | 77   | 77   | 78   | 74   | 73   | 76   | 77   | 77   | 78   | 76       | 76,3     | 75       | 76,7     | 76    |